# Mukařovský potok
Mukařovský potok je pravostranný přítok říčky Zábrdky na rozhraní okresů Česká Lípa a Mladá Boleslav a krajů Libereckého a Středočeského. Délka toku činí 5,88 km a plocha povodí je 12,5 km². 

## Prameny a průběh toku

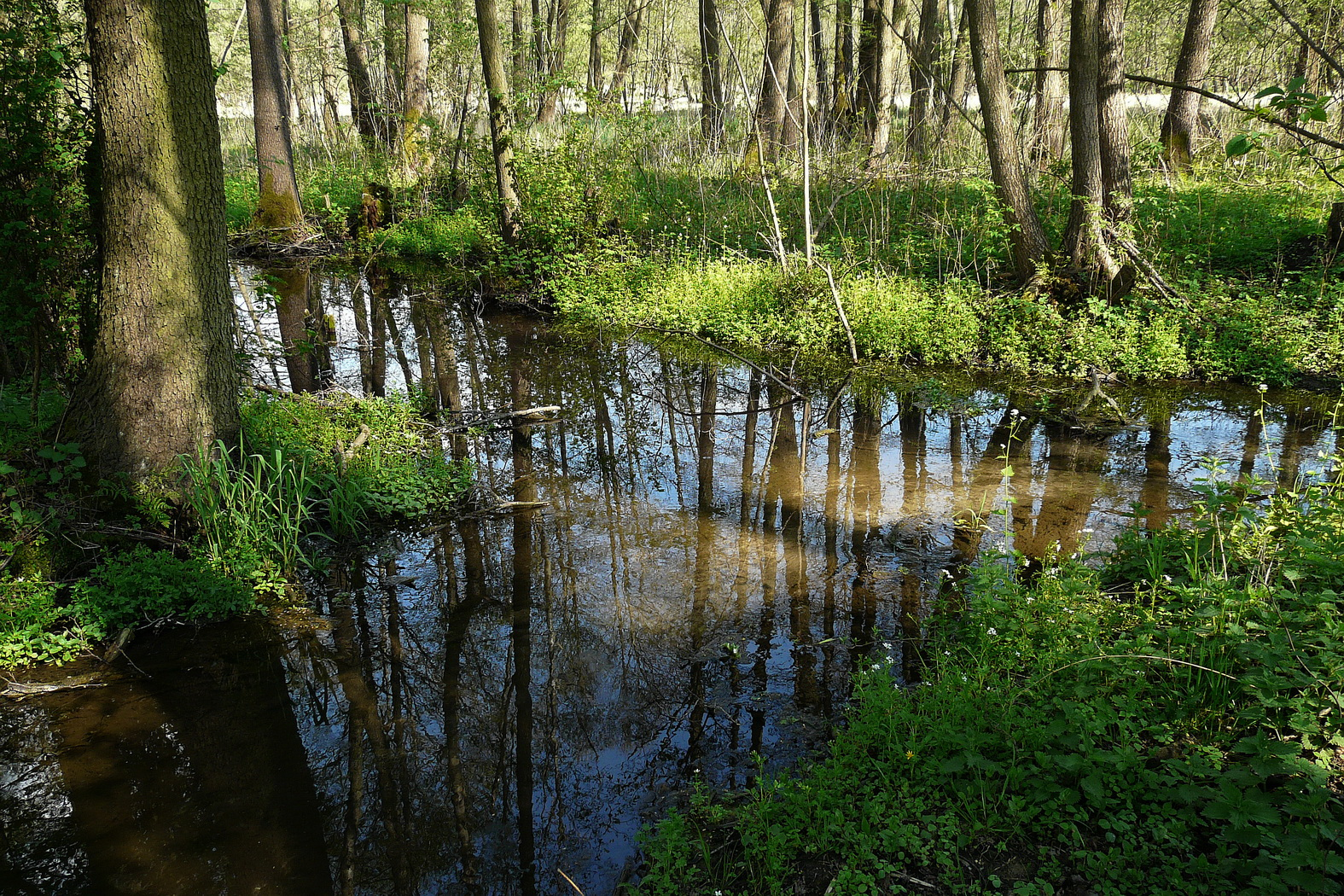
Soutok Zábrdky a Mukařovského potoka

Hlavní pramen Mukařovského potoka vyvěrá v současné době z umělého podzemního prostoru na východním okraji zaniklé obce Jabloneček v bývalém vojenském prostoru Ralsko. Pramenná oblast se táhne mělkým lesním údolím výše až k zaniklé obci Kracmanov. Množství vláhy je zde závislé na počasí, což v posledních letech znamená spíše sucho. Další více či méně vydatné prameny vyvěrají podle ročního období a aktuálního počasí ve svazích údolí Mukařovského potoka pod Jablonečkem. 
V dnes zarostlém údolí na jihovýchodním okraji Jablonečku dříve potok napájel několik rybníčků. Všechny jsou dnes zanesené pískem a bahnem a zároveň zarůstají náletovými dřevinami. Snos písečné hmoty z okolí urychlila stavba blízké fotovoltaické elektrárny Ralsko Ra1, na jejímž místě původně stála osada Chlum a později garáže s těžkou technikou sovětské armády. 
Na dalším relativně průtočném úseku vyvěrá několik stálých pramenů, které dávají vzniknout nesouvislému potoku, jehož koryto místy mizí v bažině. Vydatnost pramenů a návaznost vodných úseků je závislá na množství srážek a podzemní vody. V několika místech kříží potok strmé lesní úvozy z prostoru zaniklé vsi Prosíčka, kde byla později v provozu sovětská střelnice pro tanky a další těžké zbraně. V současné době je část katastru bývalých Prosíček včetně Mukařovského potoka oplocená a slouží jako obora pro divoká prasata.
Pod Prosíčky potok protéká hlubokým údolím občas skalnatého rázu vyhloubeným v měkkém jílovitém pískovci a teče jihovýchodním směrem. Leží na něm malý lesní rybník, následuje rekreační pionýrská osada vybudovaná z opuštěných sovětských kasáren a bývalá hájovna, dnes penzion, poblíž obce Mukařov. V samotném Mukařově, části Borovice, potok bočně napájí Borovický rybník, chovné rybníčky a rybí sádky. Pod nimi se potok vlévá do Zábrdky.